# Przemyski
Przemyski là một huyện thuộc tỉnh Podkarpackie của Ba Lan. Huyện có diện tích 1211 km². Đến ngày 1 tháng 1 năm 2011, dân số của huyện là 71244 người và mật độ 59 người/km².